# Sankt Peter am Ottersbach
Sankt Peter am Ottersbach, St. Peter am Ottersbach – gmina targowa w Austrii, w kraju związkowym Styria, w powiecie Südoststeiermark. Według danych Austriackiego Urzędu Statystycznego liczyła 3020 mieszkańców (1 stycznia 2015).